# Internationaux de Nouvelle-Calédonie 2016
Gli Internationaux de Nouvelle-Calédonie 2016, noti anche come Challenger BNP Paribas Noumea per motivi di sponsorizzazione, sono stati un torneo professionistico di tennis maschile giocato sul cemento. È stata la tredicesima edizione degli Internationaux de Nouvelle-Calédonie, torneo nell'ambito del ATP Challenger Tour 2016. Si è giocato a Nouméa, in Nuova Caledonia dal 4 al 9 gennaio 2016.

## Partecipanti

### Teste di serie
| Nazionalità | Giocatore                | Ranking* | Testa di serie |
| ----------- | ------------------------ | -------- | -------------- |
| Francia     | Adrian Mannarino         | 47       | 1              |
| Colombia    | Alejandro Falla          | 122      | 2              |
| Francia     | Édouard Roger-Vasselin   | 123      | 3              |
| Spagna      | Adrián Menéndez Maceiras | 143      | 4              |
| Slovenia    | Blaž Rola                | 144      | 5              |
| Australia   | Jordan Thompson          | 154      | 6              |
| Germania    | Daniel Brands            | 159      | 7              |
| Svizzera    | Henri Laaksonen          | 191      | 8              |

(*) Ranking al 28 dicembre 2015

### Altri Partecipanti
Giocatori che hanno ricevuto una wild card:
- Adrian Mannarino
- Maxime Janvier
- Nicolas N'Godrela
- Julien Benneteau

Giocatori che sono passati dalle qualificazioni:
- Isaac Frost
- Maximilian Marterer
- Stefano Napolitano
- Florian Reynet

## Campioni

### Singolare
- Adrian Mannarino ha battuto in finale  Alejandro Falla con il punteggio di 5–7, 6–2, 6–2

### Doubles
- Julien Benneteau /  Édouard Roger-Vasselin hanno battuto in finale  Grégoire Barrère /  Tristan Lamasine con il punteggio di 7–6(4), 3–6, [10–5]